# Banchan
Banchan (/ˈbɑːntʃɑːn/ BAHN-chahn; tiếng Hàn: 반찬; Hanja: 飯饌; Hán-Việt: phạn soạn; IPA: [pantɕʰan]) là những món phụ có khẩu phần nhỏ được dùng kèm với cơm trong ẩm thực Triều Tiên. Banchan thường được đặt ở giữa bàn để mọi người cùng thưởng thức.
Ở giữa bàn là món chính tiếp theo, chẳng hạn như galbi (sườn) hoặc bulgogi (thịt bò) và một nồi jjigae (món hầm) chung. Những chiếc bát ăn cơm và guk (canh) được bày riêng.
Banchan được phục vụ theo từng phần nhỏ, có nghĩa là dùng hết trong mỗi bữa ăn và bổ sung trong bữa ăn nếu không đủ. Thông thường, những bữa ăn càng trang trọng thì càng có nhiều banchan. Tỉnh Jeolla đặc biệt nổi tiếng với việc phục vụ nhiều loại banchan khác nhau trong một bữa ăn.
Cách bày biện bàn cơ bản cho bữa ăn gọi là bansang thường bao gồm bap (밥, cơm), guk hoặc tang (canh), gochujang (tương ớt) hoặc ganjang (nước tương), jjigae (món hầm) và kim chi. Theo số lượng banchan được thêm vào, cách sắp xếp bàn ăn được gọi là bansang 3 cheop  (삼첩), 5 cheop (오첩), 7 cheop (칠첩), 9 cheop (구첩), 12 cheop (십이첩), riêng 12 cheop được sử dụng trong ẩm thực cung đình Triều Tiên.

## Lịch sử
Banchan có lẽ xuất phát từ quy định ăn chay trong Phật giáo vào khoảng giữa thời Tam Quốc ở Triều Tiên trong thời chiến. Triều đình lúc bấy giờ bài xích việc ăn thịt. Vì không được dùng thịt, người nấu phải cố chế biến các món lấy rau đậu làm chính; trong cung đình thì cách thức càng cầu kỳ từ hình thức đến phương cách. Trong dân dã thì cũng noi theo tuy kém hơn về vật liệu lẫn cách làm.
Khi Chiến tranh Mông Cổ - Cao Ly chấm dứt thì lệnh cấm ăn thịt cũng chấm dứt nhưng banchan đã đi sâu vào sinh hoạt đời sống người dân sau gần sáu thế kỷ nên trở thành nếp quen trong tục ăn uống của người Triều Tiên.

## Các loại

### Bokkeum
Bokkeum (볶음) là một món xào với nước sốt.
- Kimchi bokkeum (김치볶음) - Kimchi xào, thường xào với thịt heo[5] (giống jeyook bokkeum).
- Jeyook bokkeum (제육볶음) - Thịt heo xào với sốt gochujang (tương ớt) và hành tây.[6]
- Ojingeochae bokkeum (오징어채볶음) — Khô mực xé nhỏ xào với gia vị gồm gochujang (tương ớt), tỏi, và mulyeot (nước gia vị).[7]
- Nakji bokkeum (낙지볶음) - Bạch tuộc xào với sốt gochujang cay.[5]
- Buseot bokkeum (버섯볶음) - Nấm xào như pyogo, nấm sò, nấm thông.[5]

### Jorim
Jorim là một món hầm trong một cái bát dày.
- Dubu-jorim (두부조림) — Đậu phụ hầm trong nước tương loãng, một chút dầu mè, tỏi băm nhỏ, và hành lá cắt nhỏ.[8]
- Jang-jorim (장조림) — Bò hầm nước tương, có thể luộc với trứng hoặc trứng cút.[9]

### Jjim
Jjim là một món hấp.
- Gyeran jjim (계란찜) — Trứng được trộn và hấp trong nồi nóng.[10]
- Saengseon jjim (생선찜)- Cá hấp.[11]

### Jeon
Jeon biểu thị các món áp chảo, giống như bánh xèo. Buchimgae gần với bánh xèo Nhật. 
- Pajeon (파전) — Bánh xèo mỏng với hành lá.[12]
- Kimchijeon (김치전) — Bánh xèo mỏng với Kimchi để lâu (chín mùi).[12]
- Gamjajeon (감자전) — Bánh xèo khoai tây Hàn Quốc.[13]
- Saengseon jeon (생선전) — Một phần cá phủ trứng và chiên áp chảo.[14]
- Donggeurang ttaeng (동그랑땡) — Chả làm từ đậu hũ, thịt và rau, phủ trứng và đem chiên.[15]

### Khác
- Japchae (잡채) — Món ăn riêng đúng nghĩa của nó, japchae có thể ăn như là banchan. Japchae là miến đi kèm với nhiều là rau và thịt bò trộn với nước số tỏi ngọt.
- Xà lách khoai tây kiểu Hàn Quốc (감자 샐러드) với táo và cà rốt.

### Kimchi

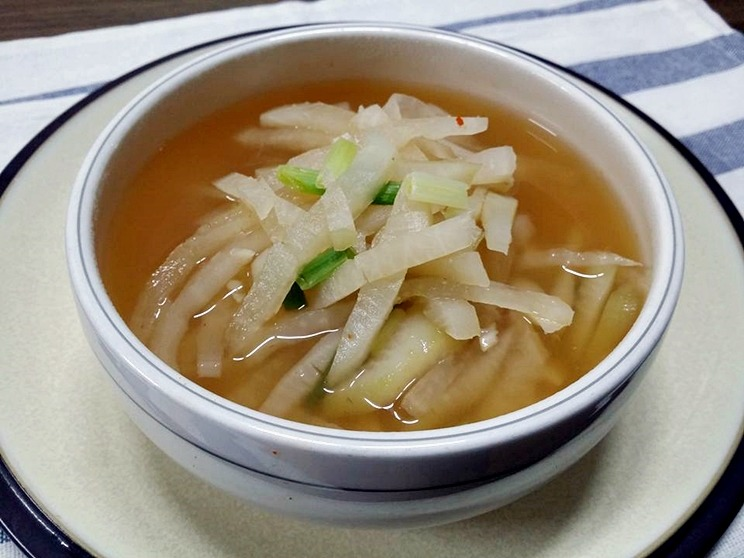
Dongchimi (동치미)

Kimchi là rau lên men, thường là  baechu  (cải thảo), nêm với ớt và muối. Đây là banchan thiết yếu của một bữa ăn tiêu chuẩn của Hàn Quốc. Một số người Hàn Quốc cho rằng một bữa ăn không có kim chi là không hoàn chỉnh. Kim chi cũng có thể được làm bằng các loại rau khác, bao gồm hành lá,  gat  (갓) và củ cải (무; mu)
| Tên             | Tên gốc     | Mô tả |
| Nabak-kimchi    | 나박김치    | kimchi có nước với cải thảo và củ cải, ít cay |
| Dongchimi       | 동치미      | Nabak kimchi và dongchimi còn được gọi là mul kimchi (물김치), nghĩa là "kimchi nước." Các loại rau khác nhau trong nước muối trắng.                             |
| Geotjeori       | 겉절이      | Kim chi tươi không lên men có độ giòn khi ăn. Thường được làm bằng baechu và bắp cải.                                                                            |
| Kkakdugi        | 깍두기      | Một loại kimchi làm từ mu thái vuông (củ cải trắng Hàn Quốc) |
| Oi sobagi       | 오이 소박이 | Kimchi dưa chuột nhồi với ớt đỏ, hành lá và hẹ (bu-chu) |
| Chonggak kimchi | 총각김치    | Toàn bộ củ cải Chonggakmu/củ cải đuôi ngựa (dallangmu) và ớt bột đỏ, muối thành hình dạng giống xúc xích                                                         |
| Yeolmu-kimchi   | 열무김치    | Kimchi củ cải non mùa hè (Yeolmu) thái nhỏ và mỏng, có thể chế biến với jeotgal (hải sản lên men trong muối) lên men hoặc không lên men.                         |
| Pa kimchi       | 파김치      | Kim chi hành lá nóng và mặn, với rất nhiều mắm cá cơm (Myeolchi-jeot), phiên bản cá cơm muối của Hàn Quốc.                                                       |
| Gat kimchi      | 갓김치      | Kim chi lá mù tạt Ấn Độ với một lượng lớn bột ớt đỏ và vị đắng và mùi thơm độc đáo. Myeolchi-jeot nặng mùi và bột gạo nếp được thêm vào để giảm vị nóng và đắng. |

### Namul

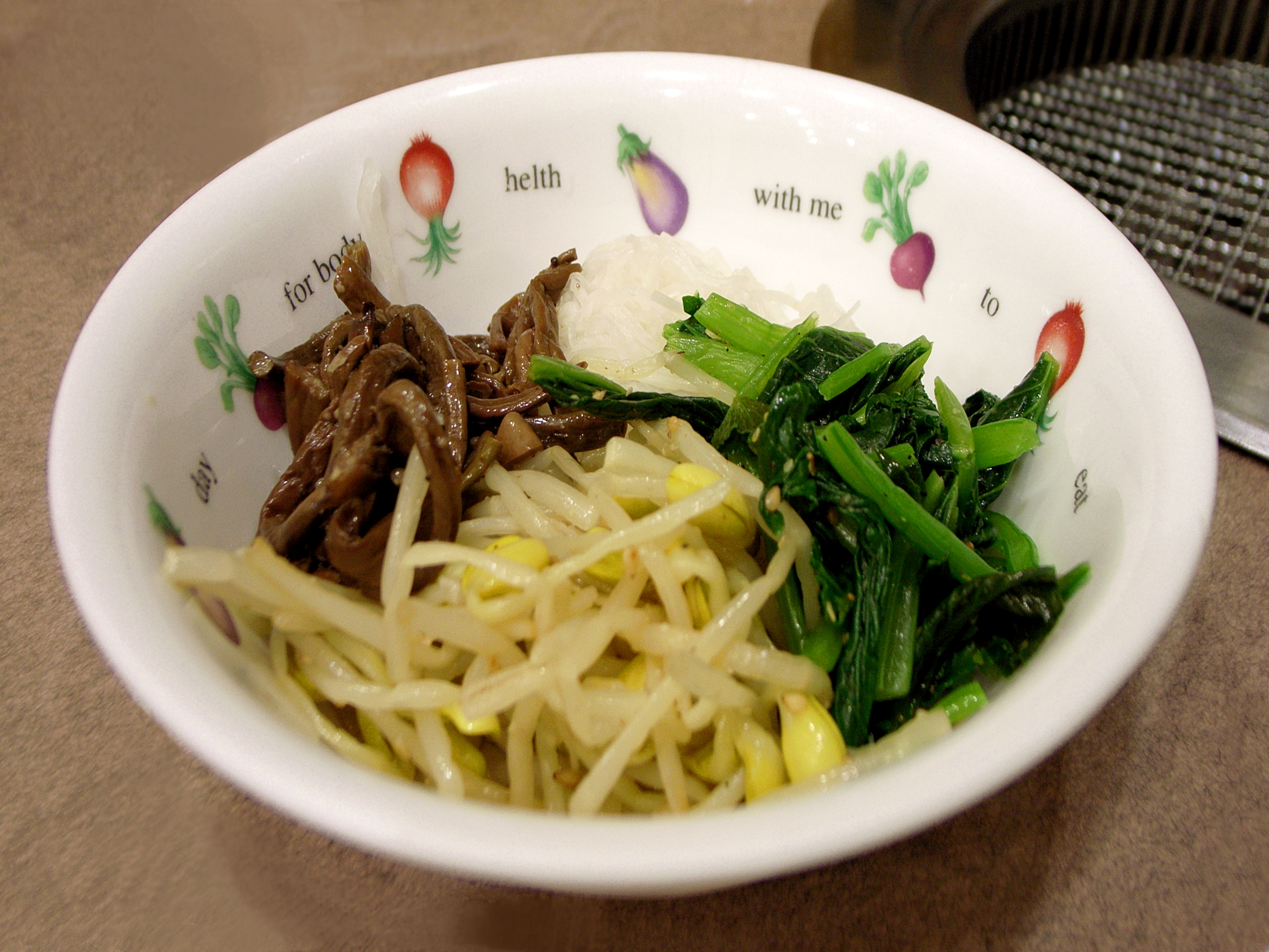
Namul

Namul (나물) là loại rau ăn kèm được hấp, ướp hoặc xào, rồi nêm với dầu mè, muối, giấm, tỏi băm, hành lá xắt nhỏ, ớt khô và nước tương.
| Tên                | Tên gốc      | Mô tả                                                                               |
| Kongnamul          | 콩나물       | Giá đỗ luộc trộn với dầu mè, để lạnh                                                |
| Sigeumchi namul    | 시금치나물   | Rau chân vịt trần sơ trộn với dầu mè, tỏi và nước tương.                            |
| Miyeok muchim      | 미역무침     | Miyeok (wakame, một loại rong biển) với giấm ngọt và muối.                          |
| Musaengchae/Muchae | 무생채/무채  | Củ cải trắng Hàn Quốc thái sợi dài với sốt dấm ngọt thỉnh thoảng có thêm ớt khô xay |
| Gosari namul       | 고사리나물   | Chồi dương xỉ đã sơ chế và được xào qua                                             |
| Chwinamul          | 취나물       | Rau lá thơm Chwinamul được tẩm ướp gia vị rồi xào.                                  |
| Bireum namul       | 비름나물     | Rau dền được chần sơ và tẩm ướp.                                                    |
| Naengi namul       | 냉이나물     | Rau tề (shepherd's purse) được chần sơ và tẩm ướp                                   |
| Dolnamul           | 돌나물       | Rau Sedum sống trộn với nước sốt tiêu                                               |
| Gogumasun namul    | 고구마순나물 | Rau khoai lang luộc/tẩm gia vị.                                                     |
| Gaji namul         | 가지나물     | Cà tím luộc.                                                                        |
| Doraji namul       | 도라지나물   | Rễ cây cát cánh Trung Quốc luộc.                                                    |

## Hình ảnh

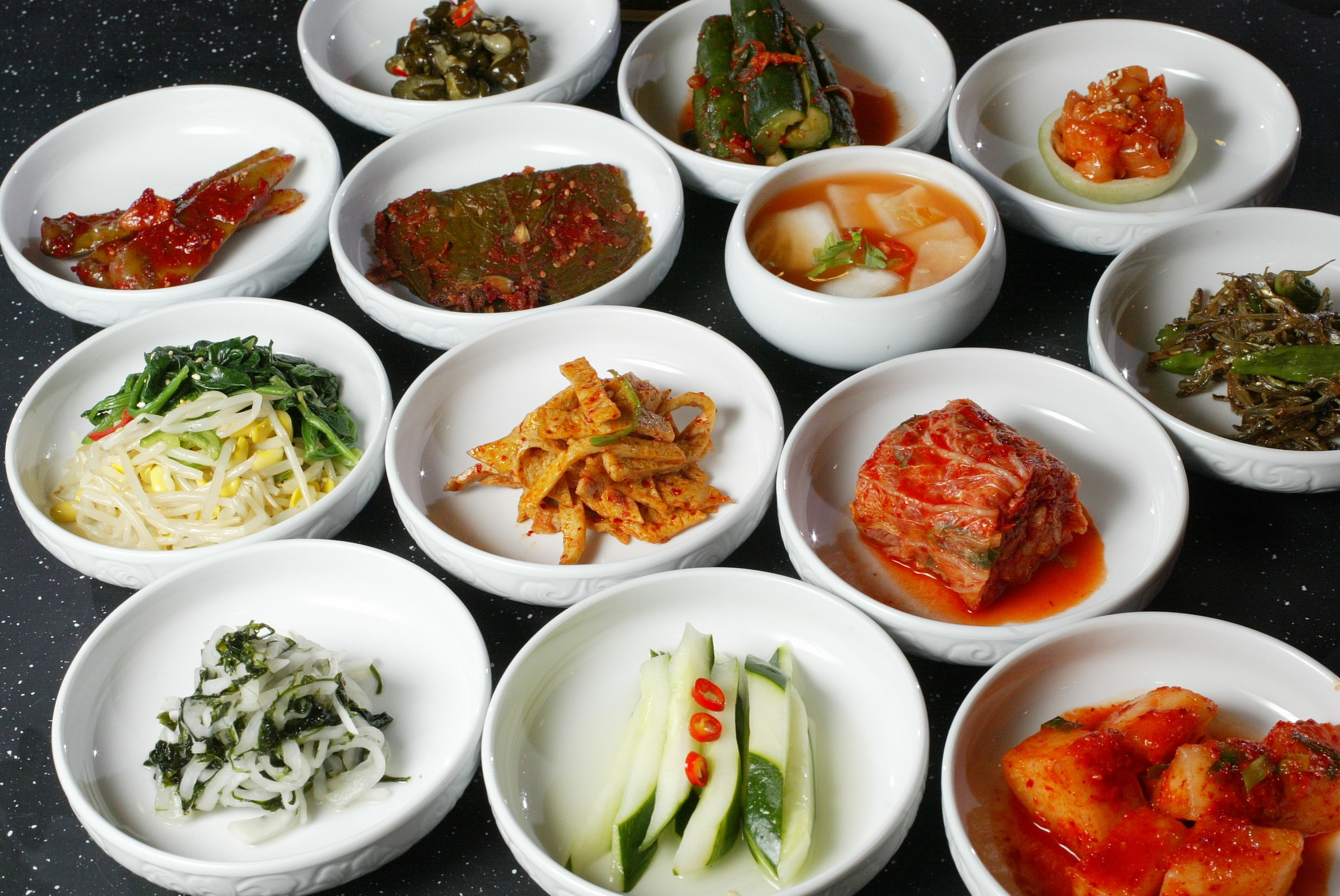
Bàn ăn với nhiều banchan
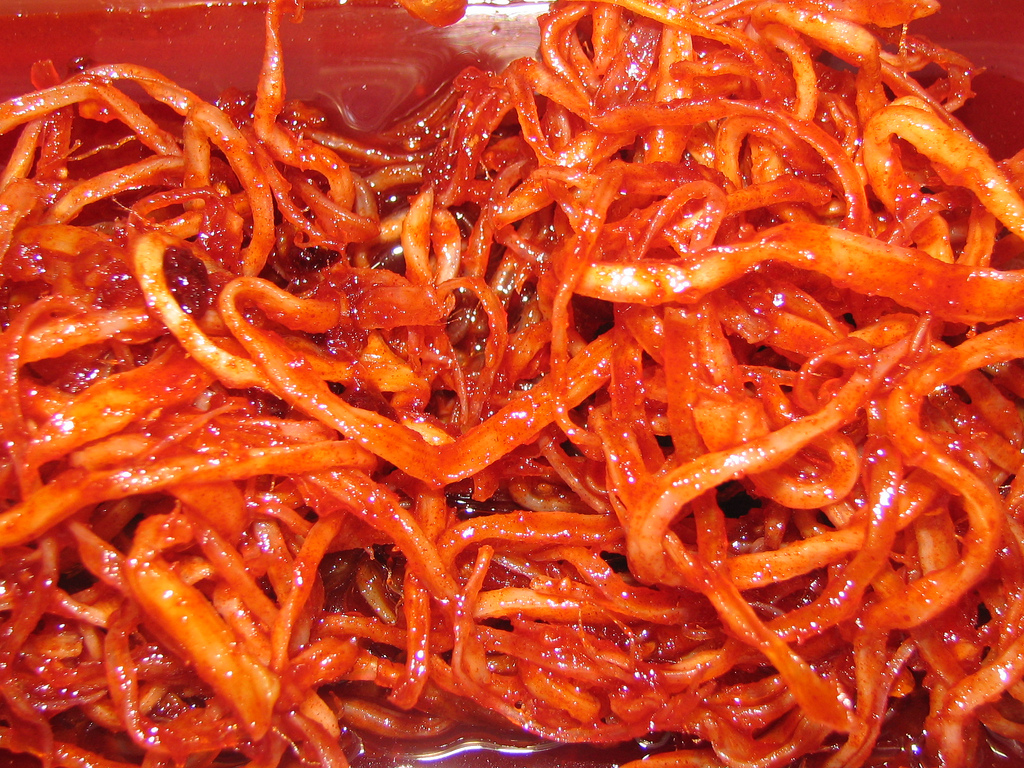
Ojingeochae bokkeum (오징어채볶음)
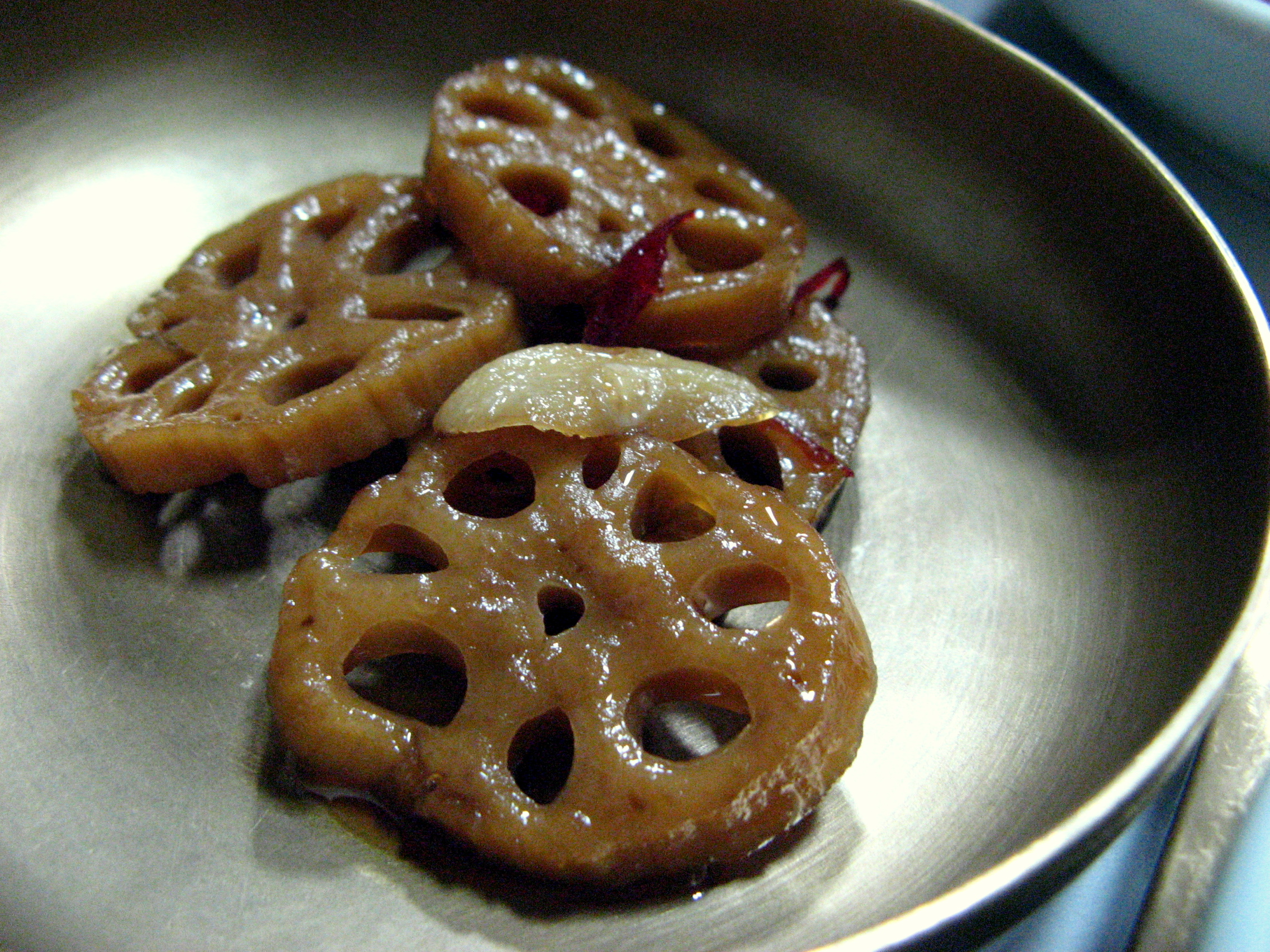
Yeongeun jorim (연근조림)
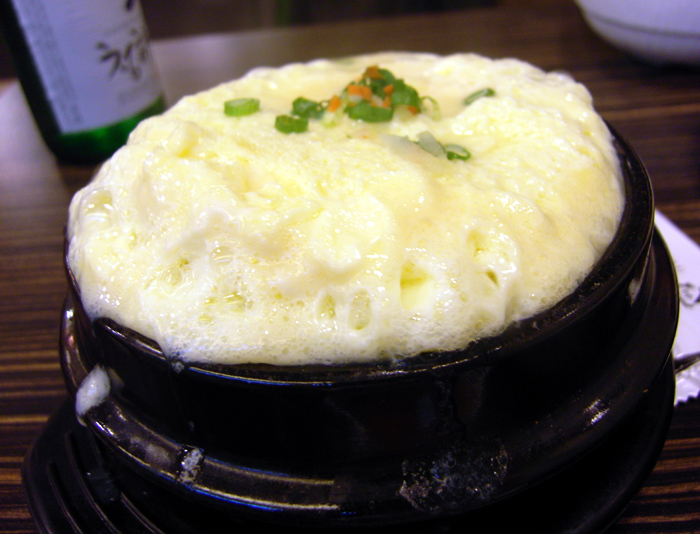
Gyeran jjim (계란찜) một loại súp
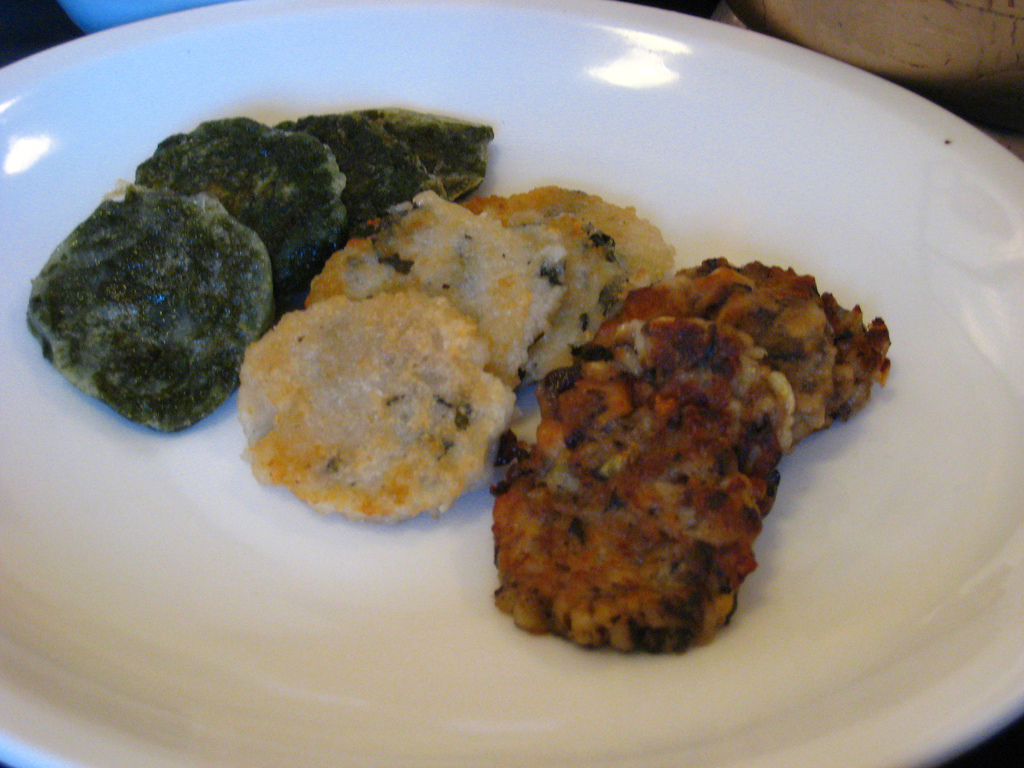
Samsaek jeon (삼색전), bất kì jeon có 3 màu sắc khác nhau được gọi như thế.
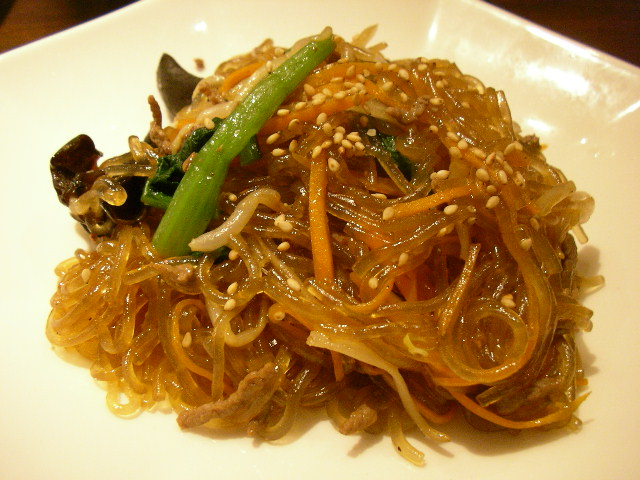
Japchae

## Liên kết
- Giới thiệu ẩm thực Triều Tiên
- Về ẩm thực Triều Tiên Lưu trữ ngày 26 tháng 9 năm 2018 tại Wayback Machine
- Các đặc tính của thực phẩm Triều Tiên Lưu trữ ngày 4 tháng 2 năm 2007 tại Wayback Machine